# Іваницька волость
Іваницька волость — адміністративно-територіальна одиниця Прилуцького повіту Полтавської губернії з центром у містечку Іваниця.
Станом на 1885 рік — складалася з 14 поселень, 38 сільських громад. Населення 8357 — осіб (4116 осіб чоловічої статі та 4241 — жіночої), 1313 дворових господарств.
Найбільші поселення волості станом на 1885:
- Іваниця
- Іржавець
- Ступаківка

Старшинами волості були:
- 1900—1904 роках козак Гаврило Іванович Ковтун[2];
- 1913 роках Ілля Андрійович Темносачатий[3];
- 1915 роках Йосип Васильович Сидоренко[4].